# 凯拉尔
凯拉尔（Khailar），是印度北方邦Jhansi县的一个城镇。总人口12343（2001年）。

## 人口
该地2001年总人口12343人，其中男性6526人，女性5817人；0—6岁人口1517人，其中男803人，女714人；识字率71.29%，其中男性为78.49%，女性为63.21%。